# Екоанксиозност
Екоанксиозност, еко-дистрес или климатска анксиозност је врста бојазни, забринутости или   хронични страх од пропасти животне средине  или еколошке катастрофе. Овај осећај анксиозности је у великој мери заснован на тренутном и предвиђеном будућем стању животне средине и климатским променама изазваним људском делатношћу у разним областима.
У овом тренутку, екоанксиозност није званична медицинска дијагноза. Стручњаци за ментално здравље ово стање описују као хронични осећај пропасти животне средине, обично заснован на осећању немоћи у погледу штете по животну средину или климатске промене.
Особа може бити у стању да ублажи овај облик анксиозности користећи методе суочавања или тражећи стручно саветовање, посебно од професионалца обученог особља за климатску психологију.
Схватање да постоје разлике у начину на који су људи мотивисани веома је важно за проналажење начина да се на глобалном нивоу помогне људима у разблажењу екоанксиозност, било у облику интервенције или превенције.

## Епидемиологија
Према националном истраживању из 2018. године, скоро 70% људи у Сједињеним  Америчким Државама је забринуто због климатских промена, а око 51% се осећа „беспомоћно“.
Анксиозност око еколошких питања може произаћи из свести о:
- растућем ризику од екстремних временских прилика,
- губитка средстава за живот или становања,
- страха забезбедан живот  будуће генерације и
- осећаја беспомоћности.

Истраживачи су сковали термин „еко-анксиозност” да опишу хроничну или тешку анксиозност у вези са односом људи са околином.

## Дефиниција
Америчко психијатријско удружење (АПА) је 2017. године описало еколошку анксиозност као „хронични страх од пропасти животне средине“.
Екоанксиозност тренутно није наведена у Дијагностичком и статистичком приручнику за менталне поремећаје (ДСМ-5) , што значи да лекари то званично не сматрају стањем које се може дијагностиковати.
Међутим, стручњаци за ментално здравље користе термин еко-анксиозност у оквиру екопсихологије, гране која се бави психолошким односима људи са остатком природе и како то утиче на њихов идентитет, добробит и здравље.
Непосредни ефекти климатских промена — као што су оштећење група у заједници, губитак хране и смањена сигурност снабдевања медицинском опремом — могу да изазову акутну штету менталном здрављу људи.
Постепени утицаји климатских промена, укључујући све већи пораст нивоа мора и промене временских образаца, могу чак довести до хроничних симптома менталног здравља.
АПА истиче да променљива клима може утицати на ментално здравље на неколико начина и манифестовати се као:
- трауме и шока
- посттрауматски стресни поремећај (ПТСП),[9]
- анксиозност (стрепња)
- депресија,
- злоупотреба супстанци,
- агресивност,
- смањен осећај аутономије и контроле,[10]
- осећања беспомоћности, фатализма и страха.

На пример, губитак важних места може утицати на неке људе. Губитак или претња сигурности посла или средстава за живот такође може имати значајне ефекте на ментално здравље.
Хронични или озбиљан стрес , без обзира на узрок, може повећати ризик од неколико озбиљних здравствених стања. Ово укључује болести срца , висок крвни притисак и депресију.
Са екоанксиозношћу, људи такође могу искусити опште симптоме анксиозности .

## Етиологија
Анксиозност око еколошких проблема може произаћи из доживљавања екстремних временских услова повезаних са климом, укључујући урагане, суше и шумске пожаре, или због тога што су вољени људи у опасности.
Медијско покривање уништавања животне средине може бити огромно, а докази о негативном утицају људи на животну средину су све већи. Екстремни временски догађаји су подстакли грађанске ратове. Поуздани извор информација и масовни протести, могу утицати на домове људи и уништили поједина станишта. У таквим условима ављују се научни докази да људи почињу да доживљавају екстремну или хроничну анксиозност јер се осећају као да не могу да контролишу проблеме животне средине, посебно климатске промене.
За неке људе повећање еколошких криза није само фрустрирајуће, застрашујуће и шокантно, већ и извор сталне или исцрпљујуће анксиозности.
Људи се такође могу осећати кривим или забринутим због лоших утицаја њиховог понашања или понашања њихове генерације може имати на животну средину и будуће генерације.

## На кога утиче
Штета по животну средину не утиче на све људе подједнако. Из тог разлога, неки људи могу интензивније да осећају анксиозност изазвану еколошким проблемима од других.
Неки делови света су рањивији на ефекте екстремних временских прилика, укључујући приобалне заједнице и низинска подручја. Конкретно, већа је вероватноћа да ће бити погођени људи чија средства за живот зависе од животне средине — као што су они који раде у рибарству, туризму и пољопривреди.
Такође, људи који живе у аутохтоним заједницама често се ослањају на природне ресурсе и имају тенденцију да живе у рањивијим географским подручјима. Могу се суочити са страхом од губитка стамбеног простора, средстава за живот или културног наслеђа, што може бити штетно за њихов осећај идентитета, припадности и осећаја заједнице.
Људи који раде на пословима заштите животне средине или као први реагују и здравствени радници у службама хитне помоћи, такође могу бити склонији еколошкој анксиозности.
Такође поједине групе које се суочавају са више утицаја на физичко и ментално здравље услед промене климе и штете по животну средину, реагују јаче израженом екоанксиозношћу.
Следеће групе људи такође могу имати већу вероватноћу да доживе екоанксиозност:
- расељена лица и присилни мигранти,
- људи са већ постојећим менталним или физичким здравственим проблемима,
- људи нижег социоекономског статуса,
- деца и адолесценти,
- старије особе,

## Откривање симптома
Природно је да се особа осећа тужно, љуто, фрустрирано или беспомоћно у вези са стварима које изгледају ван његове контроле, а лако се осећа обесхрабреним лошим вестима о окружењу.
Не постоји медицинска дефиниција екоанксиозности, али ако је особа забринута што његова брига о околини омета његов свакодневни живот,  радну способност или способност да се брине о себи, требало би да разговарају са стручњаком за ментално здравље.
Све већи број психолога и других радника у области менталног здравља пролази обуку о томе како помоћи у откривању и управљању страховима повезаним са животном средином и климом.
Иако се решавање еколошких проблема ослања на друштвене промене, владин допринос и корпорације које преузимају одговорност за свој допринос климатским променама, људи обично могу да управљају сопственим одговорима на проблеме животне средине користећи низ стратегија.

## Превенција
У неке од облика превенције екоанксиозност спадају:

### Предузимање акције
Људи могу открити да предузимање позитивних акција може помоћи у смањењу осећаја анксиозности и немоћи. Помагање другима има добро утврђене психолошке предности.
Неке позитивне акције могу укључивати:
- разговор са другима о добрим еколошким праксама,
- волонтирање са еколошком групом,
- доношење зелених избора, укључујући рециклирање и придржавање одрживој дијети , као што је унос мање меса и млечних производа

Стручњаци за ментално здравље могу помоћи људима да идентификују проблеме који их се највише тичу и развију план који им омогућава да се осећају сигурније у контроли проблема.

### Образовање
Добијање тачних информација о животној средини може оснажити заједнице и помоћи им да се осећају спремнима и отпорнима ако дође до кризе.
Ослањање на нетачне информације или недостатак информација може отежати разумевање и обраду апстрактних проблема као што су климатске промене.
Људи стога могу наћи олакшање у едукацији о питањима животне средине, али самоако користе  поуздане и веродостојне информације.

### Фокусирање на отпорност
Људи који позитивно осећају своју способност да превазиђу стрес и трауму могу боље да се носе са анксиозношћу од људи са мање поверења у своје вештине и отпорности.
На пример, нечије веровање у сопствену отпорност може смањити ризик од депресије и ПТСП-а након природних катастрофа.
Да би се повећала самоотпорност,  препоручује се:
- неговање односа бриге и поверења у оне који пружају подршку и охрабрење,
- проблеме не треба посматрати као нерешиве,
- постављати пред себе оствариве циљеве и стабилно се кретати ка њима,
- проблеме сагледавати у ширем контексту,
- практиковати добру бригу о себи и фокусирати се на позитивну слику о себи,
- одржавати личне и културне веза када је то могуће,
- избегавати изолацију, покушавајући да се оствари веза са истомишљеницима

### Постати оптимиста
Здрав степен оптимизма може помоћи особи да расте и прилагоди се након стресних догађаја као што су природне катастрофе. Људи који покушавају да преформулишу ствари на позитиван начин могу открити да им то помаже да се боље носе са анксиозношћу.
Позитивно размишљање такође може помоћи да се прекину негативни циклуси размишљања повезани са хроничном или тешком анксиозношћу.

### Неговати јаче везе са природом
Провођење више времена на отвореном или у природи може помоћи у ублажавању екоанксиозности подстицањем позитивне личне везе са околином.
Неки људи чак препоручују држање камена, гранчице, осушеног цвета или других предмета из  природе, које могу да гледају и додирују када се осећају неповезано или преоптерећено. Ово може радити на сличан начин као и технике уземљења које неки стручњаци за ментално здравље препоручују за управљање анксиозношћу.

### Постати активан
Редовна вежба може помоћи у смањењу већине врста анксиозности.
Ходање, трчање или вожња бицикла уместо коришћења средстава транспорта заснованих на фосилним горивима, када су реални и безбедни, подстичу честе вежбе и смањују појединачне емисије гасова стаклене баште.
Чини се да људи који редовно возе бицикл или ходају на посао такође доживљавају нижи ниво стреса током путовања.

### Знати када се одвојити
Иако тога нису свесни, људи могу бити под великим утицајем информација које свакодневно виде у медијима, политици, оглашавању и на платформама друштвених медија. Гледање ових информација изнова и изнова може изазвати стрес, посебно ако су нетачне, пристрасне или представљене на одређени начин.
Иако људи могу имати користи од едукације о питањима животне средине, изложеност огромној количини информација или много непоузданих информација може изазвати анксиозност.
Поновно процењивање извора информација о животној средини или смањење или искључивање из извора медија, макар привремено, може помоћи у смањењу тренутног нивоа стреса.

### Одлазак код лекара
Све већи број стручњака за ментално здравље пролази обуку о томе како да помогну људима да управљају својим односом са природом и да се носе са савременим еколошким проблемима.
Људима са озбиљном екоанксиозношћу или анксиозношћу која не реагује на савете за руковођење код куће, можда ће бити потребна стручна помоћ у решавању њихове анксиозности.
Да би добила стручну помоћ за екоанксиозност, особа може разговарати са породичним лекаром или другим здравственим радником који може дати смернице о томе како да се повеже са одговарајућим стручњаком за ментално здравље.